# Ceratostema alatum
Ceratostema alatum är en ljungväxtart som först beskrevs av Hørold, och fick sitt nu gällande namn av Herman Otto Sleumer. Ceratostema alatum ingår i släktet Ceratostema och familjen ljungväxter. Inga underarter finns listade i Catalogue of Life.